# Verchnekoemski
Verchnekoemski (Russisch: Верхнекумский) is een nederzetting in de Russische oblast Wolgograd.

## Geschiedenis
De stichtingsdatum is onbekend. Oorspronkelijk werd de nederzetting (choetor) Koemski genoemd. In 1859 leefden er 146 mannen en 153 vrouwen. In 1915 was dit gegroeid naar 404 mannen en 483 vrouwen in 127 huishoudens. 
In 1936 werd de naam gewijzigd in Verchne-Koemski, wat Boven-Koemski betekend.
In december 1942 was de nederzetting het toneel van bittere gevechten tussen de Duitse 6e Pantserdivisie en het Sovjet 4e Gemechaniseerde Korps tijdens Operatie Wintergewitter.
De laatste tientallen jaren is de bevolking fors afgenomen en was in 2010 nog maar 190 zielen groot.

## Geografie
De nederzetting ligt in de steppe, op de Jergeni-heuvels, over de weg op 180 km van Wolgograd (100 km hemelsbreed), 28 km van Oktjabrski, 7 km van Sovjetski.
De gehele nederzetting bestaat uit vier straten.